# Raymond Chappetto
Raymond Francis Chappetto (ur. 20 sierpnia 1945 w Astoria) – amerykański duchowny rzymskokatolicki, biskup pomocniczy Brooklinu w latach 2012–2022.

## Życiorys
Święcenia kapłańskie otrzymał 29 maja 1971 z rąk biskupa Francisa Mugavero. Inkardynowany do diecezji brooklińskiej, pracował przede wszystkim jako duszpasterz parafialny. W 2009 otrzymał ponadto nominację na wikariusza biskupiego ds. duchowieństwa i życia konsekrowanego.
2 maja 2012 papież Benedykt XVI mianował go biskupem pomocniczym diecezji Brooklinu oraz biskupem tytularnym Citium. Sakry udzielił mu 11 lipca 2012 ordynariusz Brooklinu - biskup Nicholas DiMarzio.
7 marca 2022 przeszedł na emeryturę